# Le Roy (Nova York)
Le Roy és una població dels Estats Units a l'estat de Nova York. Segons el cens del 2000 tenia 4.462 habitants.

## Demografia
Segons el cens del 2000, Le Roy tenia 4.462 habitants, 1.845 habitatges, i 1.114 famílies. La densitat de població era de 638,1 habitants/km².
Dels 1.845 habitatges en un 29,7% hi vivien nens de menys de 18 anys, en un 44,1% hi vivien parelles casades, en un 11,5% dones solteres, i en un 39,6% no eren unitats familiars. En el 33,3% dels habitatges hi vivien persones soles el 14,5% de les quals corresponia a persones de 65 anys o més que vivien soles. El nombre mitjà de persones vivint en cada habitatge era de 2,35 i el nombre mitjà de persones que vivien en cada família era de 3,04.
Per edats la població es repartia de la següent manera: un 25% tenia menys de 18 anys, un 7,3% entre 18 i 24, un 28,6% entre 25 i 44, un 21,7% de 45 a 60 i un 17,4% 65 anys o més.
L'edat mediana era de 38 anys. Per cada 100 dones de 18 o més anys hi havia 82 homes.
La renda mediana per habitatge era de 33.168 $ i la renda mediana per família de 43.594 $. Els homes tenien una renda mediana de 36.740 $ mentre que les dones 21.306 $. La renda per capita de la població era de 18.565 $. Entorn del 6,1% de les famílies i el 7,3% de la població estaven per davall del llindar de pobresa.